# ТЕС Плана-дель-Вент
ТЕС Плана-дель-Вент – теплова електростанція на сході Іспанії.
У 2007 році на майданчику станції ввели в дію два однотипні парогазові блоки комбінованого циклу потужністю 426 МВт та 421 МВт, в кожному з яких одна газова турбіна живить через котел-утилізатор одну парову турбіну. Паливна ефективність блоків складає 58%.
Як паливо станція використовує природний газ, що надходить по перемичці довжиною 10 кілометрів від трубопроводу Барселона – Тівісса – Валенсія.
Для охолодження використовують морську воду.
Видача продукції відбувається під напругою 400 кВ.